# Implantazione differita
L'implantazione differita è un fenomeno osservabile negli ursidi e nei pinnipedi. Questa permette, in animali che vivono in ambienti poco ospitali, di variare la durata della gestazione permettendo alla prole di venire al mondo nel periodo dell'anno più propizio: avvenuta la fecondazione, lo zigote viene tenuto in vita senza impiantarsi nell'utero per un certo periodo di tempo più o meno lungo, per poi impiantarsi e svilupparsi normalmente al momento più opportuno.